# ألبرتو داوني
ألبرتو داوني (بالإسبانية: Alberto Downey)‏ هو دراج تشيلي، (ولد في ليناريس في إسبانيا 1890  م).

## وصلات خارجية
- ألبرتو داوني على موقع إحصائيات الدراجات الإحترافية (الإنجليزية)
- ألبرتو داوني على موقع أوليمبيديا (الإنجليزية)